# Sven Bröms
Sven Bröms, född 9 augusti 1612 i Ockelbo socken, död 1693 (begravd 22 oktober i Västerås), var en svensk teolog och läkare. Han var livläkare åt drottning Kristina, professorn i medicin, rektor vid Uppsala universitet samt grundare av Ockelboverken.

## Biografi
Såväl Sven Bröms far, Johan Svenonis Bröms, gift med Catharina Krok, som hans farfar var kyrkoherdar i Ockelbo församling i Gästrikland. Svens farfar, kyrkoherden Sven Johannis Bröms (död 1610), bytte år 1598 till sig ett antal hemman i Ockelbo och Svens far, Johannis Svenonis Bröms (1580–1653), fick av drottning Kristina behålla Wij säteri, "att niuta, bruka och behålla under Adelig frihet och frelsemanna Tjenst". Wij erhöll säterifrihet år 1666.
Sven Bröms studerade teologi och medicin vid Uppsala universitet men blev dock inte präst som sin far. Efter studierna erhöll han istället ett stipendium för att studera medicin vid universitetet i Leiden. Efter att ha fått ytterligare medel studerade han även anatomi vid universitetet i Padua. Här blev Sven erbjuden en tjänst som professor i anatomi, vilken han dock avböjde.
Bröms återvände 1651 till Sverige och utnämndes till livmedikus åt drottning Kristina. Drottningen utnämnde Bröms till professor i medicin vid Uppsala universitet år 1652, där han även utsågs till rektor. Han lämnade dock denna tjänst redan efter ett par månader då han inte fått ut någon lön. Åren 1655 till 1658 följde han istället Karl X Gustav under hans fälttåg.
År 1653 gifte sig Bröms med Katarina Emporagria, dotter till professorn och biskopen Erik Gabrielsson Emporagrius av prästsläkten Emporagrius. Hon avled dock fyra år senare tillsammans med parets tre söner i en pestepidemi. År 1663 gifte Sven om sig med Katarina Helleday, som var dotter till en handelsman i Stockholm och härstammande från släkten Feif och Bureätten. Paret fick två barn; Catharina född 1664 och Jernfeltz stammoder Elisabeth född 1667. Kort efter att Elisabeth fötts avled modern i dysenteri.
Bröms har av professorn i medicin vid Uppsala universitet, Lars Rogberg (1664–1742), beskrivits som "en liten hurtig gubbe med rakt, svagt hår, kalott, pipskägg, svart sammetsrock, liten silvervärja med förgyllt fäste; log och såg mild ut; svor aldrig; brukade aldrig tobak."
Namnet Sven Bröms levde länge kvar i begreppet Brömsens droppar. Dessa droppar fick under drygt tvåhundra år stor spridning som en naturmedicin mot "Elak Mage samt för Fråssan".
Sven Bröms intresse för teologiska frågor resulterade 1681 i en svensk översättning av Martin Luthers lilla katekes.
På 1670-talet hade Sven Bröms förvärvat åtskilliga hemman i Ockelbo och Valbo socknar och där hade han drivit upp gruvdrift och järnhantering. Efter Bröms' död hade det stora komplexet - Ockelboverken som det senare kallades - gått till hans dotter Catharina Bröms, som var Västeråsbiskopen Carolus Carlssons andra hustru. Såsom ende sonen i biskop Carlssons sista äktenskap ärvde Sven Cederström det mesta av anläggningarna i Ockelbo och han inlöste snart nog även det övriga. Sven Cederström, som således var dotterson till Sven Bröms, blev därmed ensam ägare av de många gruvorna och bruken. Det var en betydande rikedomskälla under denna järnhanteringens gyllene tid. Detta krävde emellertid både arbetsinsatser och förfarenhet för att till fullo kunna utnyttjas. Samtidigt med att Sven Cederström genom sina lantegendomar återupplivade den gamla adelns feodala traditioner, anknöt han sålunda till industrialismen under den form, som vid denna tid var den mest inbringande. 
År 1671 hade Bröms tillsammans med sin svåger Robert Petre låtit uppföra en masugn vid Åbron och en stångjärnshammare vid Brattfors. Robert Petre var rådman i Arboga, och hade förutom Åbron och Brattfors även intressen i Hofors bruk. De två herrarna drog emellertid inte jämnt. Bland annat skall Sven ha "uppviglat" allmogen att inte hjälpa till med kolning och transporter till en påbörjad masugn och hammare i Ockelboforsen. Det hela ledde till att Robert Petre 1675, efter ingripande från Bergskollegium, sålde sin del i Åbron och Brattfors till Sven Bröms.
Vid 64 års ålder avvecklade Sven Bröms sin läkarpraktik i Stockholm och flyttade tillsammans med sina två döttrar till Ockelbo år 1676.
Sven Bröms stod nu ensam för Åbron, Brattfors och Viksjö. Han blev kvar vid Wij säteri till 1687 då han flyttade till Västerås. Egendomen hade då två år tidigare avyttrats till Johan Silfverclou, dottern Catharinas förste make. Efter Sven Bröms död 1693 löste dottern Catharina Bröms, som då var gift med Carolus Carlsson, ut sin syster Elisabeth Bröms. I samarbete med sin syster Elisabeth drev hon 1713-1733 framgångsrikt verksamheten vid Högbo gruva i Ovansjö.